# Harvelka (potok)
Harvelka je potok na Kysucích, ve východní části okresu Čadca. Je to pravostranný přítok Bystrice, měří 5,5 km a je vodním tokem V. řádu.

## Pramen
Protéká Kysuckou vrchovinou, podcelkem Vojenné, pramení na rozhraní Oravy a Kysuc, pod kótou 995,2 m v nadmořské výšce kolem 950 m n. m., západně od osady Flajšová. 

## Popis toku
Nejprve teče na krátkém úseku na severoseverozápad, nedaleko osady Jasenovská se stáčí a dále pokračuje na západojihozápad. Zprava přibírá dva přítoky zpod Krčmárové (917,0 m n. m.), zleva zpřítok z Karnádkové doliny. Na území obce Nová Bystrica, v neobydlené oblasti, ústí v nadmořské výšce kolem 599 m n. m. do vodárenské nádrže Nová Bystrica.
Před vybudováním nádrže byl potok delší přibližně o 3 km, ústil přímo do Bystrice nedaleko osady Jančulovci a z pravé strany přibíral delší přítok z jihozápadního úpatí Mrvové Kykule (1 040,2 m n. m.), který již nyní ústí přímo do nádrže. Údolím potoka vede asfaltová silnice, dnes se zákazem vjezdu, v minulosti spojovala obce Nová Bystrica a Oravská Lesná a zároveň byla jedinou přímou spojnicí Kysuc a Oravy.